# Тарквиний Горди
Луций Тарквиний Горди (на латински: Lucius Tarquinius Superbus) според преданията е последният, седми цар на древен Рим, управлявал в периода от 535 до римската революция през 509 пр.н.е., която води до създаването на Римската република. Смята се, че Тарквиний Горди е убил предшестващия го цар Сервий Тулий, за да заеме мястото му.
Малко са оцелелите източници за управлението на Тарквиний Горди. Той е описван като голям тиранин и диктатор по време на царуването си. Насочва по-голяма част от вниманието си към амбициозни военни планове и се смята, че анексира няколко съседни латински града. През 509 пр.н.е. хората се разбунтуват заради изнасилването на Лукреция от царския син Секст Тарквиний.
Името на Луций Тарквиний Горди се свързва и с една от легендите за произхода на остров Изола Тиберина. Според нея островът се образувал, след като ядосаните от тиранията му хора хвърлили тялото му в Тибър. То потънало на дъното и около него се натрупали пръст и тиня.

## Произход. Възкачване на престола
Тарквиний Горди е син на петия цар на Рим – Тарквиний Приск, който управлява от 616 до 579 пр.н.е., и на Танаквил. Дядо му е Демарат от гръцкия град Коринт.
Приск идва от етруския град Тарквиния. Недоволен от възможностите си в Етрурия, Приск емигрира в Рим заедно с жена си Танаквил. Според легендата имало благоприятни знамения за това, че Приск ще стане цар на Рим.
Царица Танаквил подпомага избирането на Сервий Тулий за цар след покушението срещу цар Тарквиний Приск, организирано от синовете на цар Анк Марций през 579 пр.н.е. Братът на Тарквиний Горди – Арун Тарквиний, е женен за Тулия, дъщеря на Сервий Тулий. Тулия обаче заговорничи с Тарквиний Горди да завземат престола, като за целта решават да убият Арун и цар Сервий Тулий. Според легендата това се случило през 534 пр.н.е. След това Тарквиний Горди събрал сената (това било привилегия на царя), където Тулия го обявила за нов цар. Когато Сервий Тулий (който вече бил стар човек) дошъл в сената, за да се изправи срещу самозванеца, новият цар го бутнал по стъпалата върху павираната улица, след което Тулия минала с колесницата си през тялото на баща си. Сенаторите, които подкрепяли бившия цар, били убити.
Тарквиний Горди организира убийствата на ключови сенатори, които подкрепят Сервий Тулий, и едновременно с това отменя скорошни социални реформи, като се опитва да установи чист деспотизъм. Води войни срещу латините и етруските, но хората от по-бедната класа са лишени от оръжие, а вместо да воюват, са изпратени да издигат паметници, изобразяващи великолепието на царя, и да строят съоръжения с важно обществено значение (като Клоака Максима), докато войските се попълват от благородници, от царската свита и от съюзници.

## Управление
Властта на Тарквиний Горди над Рим е потвърдена от няколко първоначални акта: премахва от Тарпейската скала древните храмове на сабините; довършва изграждането на храма на Юпитер на близкия хълм Капитолий; дава дъщеря си за съпруга на Октавий Мамилий от Тускулум – най-могъщия латински управник, като по този начин сключва съюз, който му гарантира мощна подкрепа в областта. Под управлението на Тарквиной Горди град Рим заема първо място в латинската конфедерация. Някои латински управници като Турн Хердоний (Turnus Herdonius), които се опитват да се противопоставят на това, са третирани като предатели и са наказани със смърт.
Тарквиний Горди насочва армиите си към волските. Превзема богатия град Суеса Помеция. С плячката от града продължава изграждането на храма на Юпитер на Капитолийския хълм, чийто строеж е започнат от баща му. За да гарантират волските си завоевания, Тарквиний Горди създава колониите Сигния (Signia) и Цирцеи (Circeii). Следващата му война е срещу Габий (Gabii) – един от латинските градове, който отказва да влезе в лигата. След като не успява да превземе града със силата на оръжието, Тарквиний Горди прибягва до хитрост. Синът му Секст се престорил, че е изпаднал в немилост пред баща си, покрил тялото си с кървави белези от камшик и избягал в Габий. Заблудени от лъжата, местните жители направили Секст командир на градските войски и когато напълно спечелил доверието на гражданите, пратил съобщение на баща си, за да уточни как да му предаде градът. Царят, който се разхождал в градината си, когато пристигнал пратеникът, не отговорил на глас, а започнал да сече цветовете на най-високите макове с пръчка. Секст разбрал намека му. Той избил или заточил по лъжливи обвинения всички важни хора от града и тогава без проблеми предал Габий на баща си.
Според една история Сибила от Куме предложила на Тарквиний Горди да му продаде девет пророчески книги на много висока цена. Той отказал ядосано и Сибила изгорила три от книгите. След това тя му предложила останалите шест книги на същата цена. Тарквиний Горди се присмял още повече. Сибила изгорила още три от книгите и отново му предложила да закупи останалите три книги на първоначалната цена. Този път царят се съгласил. Тъй като сибилските книги били занесени за съхранение в храма на Юпитер на Капитолийския хълм, тяхната легенда се свързва с него.
Царуването на Тарквиний Горди се характеризира с кръвопролития и насилие. Синът му Секст Тарквиний изнасилва благородната Лукреция, което довежда до бунт. Роднината на Лукреция – Луций Юний Брут (самият той е от династията на Тарквиниите) и овдовелият ѝ съпруг Луций Тарквиний Колатин (праплеменник на Тарквиний Приск и по този начин също член на династията) вдигат бунта заедно с Публий Валерий Попликола и възрастния баща на Лукреция – Спурий Лукреций Триципитин. Това въстание води до прогонването от Рим, след 25 години царуване, на Тарквиний Горди и семейството му и създаването на Римската република. Брут и Колатин стават първите републикански консули.

## Последни години
След изгнанието си Тарквиний Горди се опитва да спечели подкрепата на етруските и латинските царе, като твърди, че републиканството ще се разпростре извън пределите на Рим. Въпреки че могъщият етруски владетел Ларс Порсена от Клузиум (сегашния град Киузи) подкрепя Тарквиний Горди, всички усилия за насилствено връщане на престола се оказват напразни.
Луций Тарквиний Горди умира в изгнание в Куме, Кампания, през 496 г. пр.н.е.

## В културата
- Тарквиний присъства като злодей в произведението на Шекспир „Похищението на Лукреция“ (The Rape of Lucrece, 1593 – 4 г.).
- Тарквиний се споменава също и от Макбет в един от монолозите му[8].
- Либретото от операта на Бенджамин Бритън – „Похищението на Лукреция“ (The Rape of Lucretia, 1946 г.) е адаптирано от либретиста Роналд Дънкан от Шекспировото произведение, в което Тарквиний е ключова роля.
- Ливий посочва сеченето на цветовете на най-високите макове в градината от Тарквиний като алегория за инструктирането на синът му Секст, да усмири един спечелен вражески град, като екзекутира водещите му граждани. Това води до появата на модерния израз – „Синдром на високия мак“, за описване на феномена да се потискат индивиди, които се издигат твърде много над мнозинството. Цитат относно Тарквиний и маковата алегория присъства в произведението на Киркегор – „Страх и трепет“.